# Genfer Melodie zum 134. Psalm

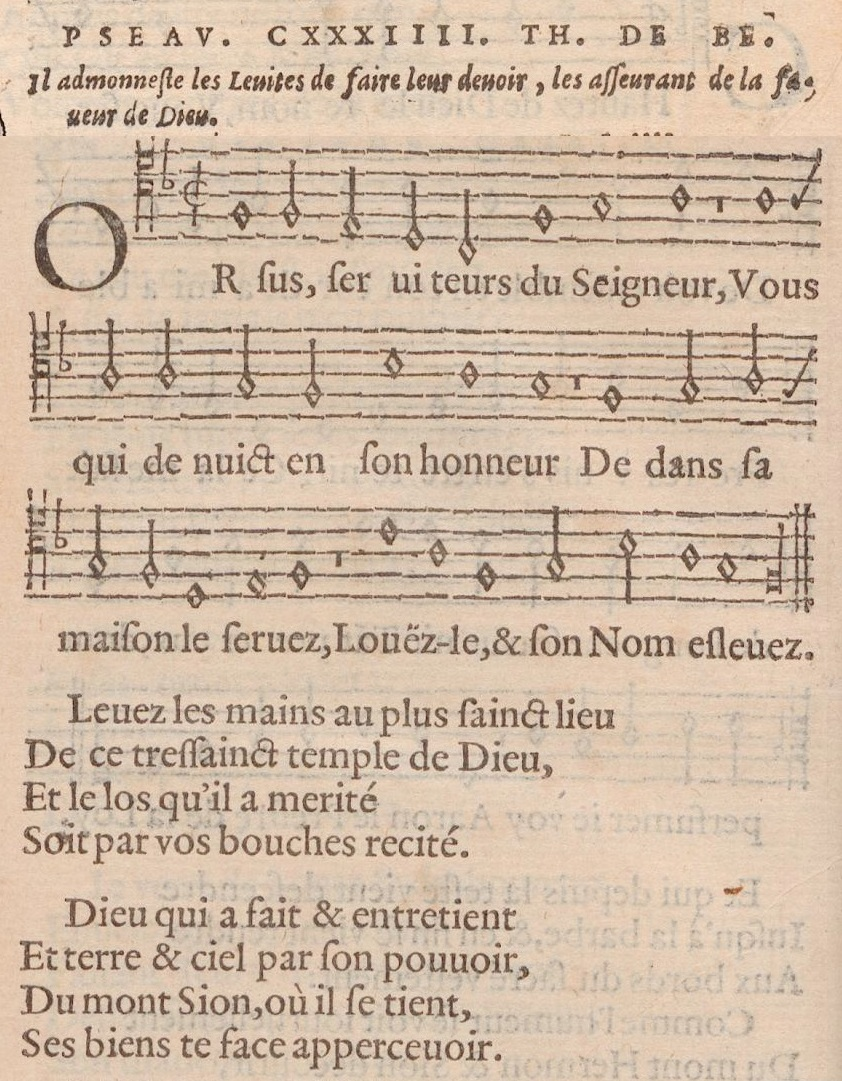
Or sus, serviteurs du Seigneur, Psalm 134 in der Fassung des Genfer Psalters

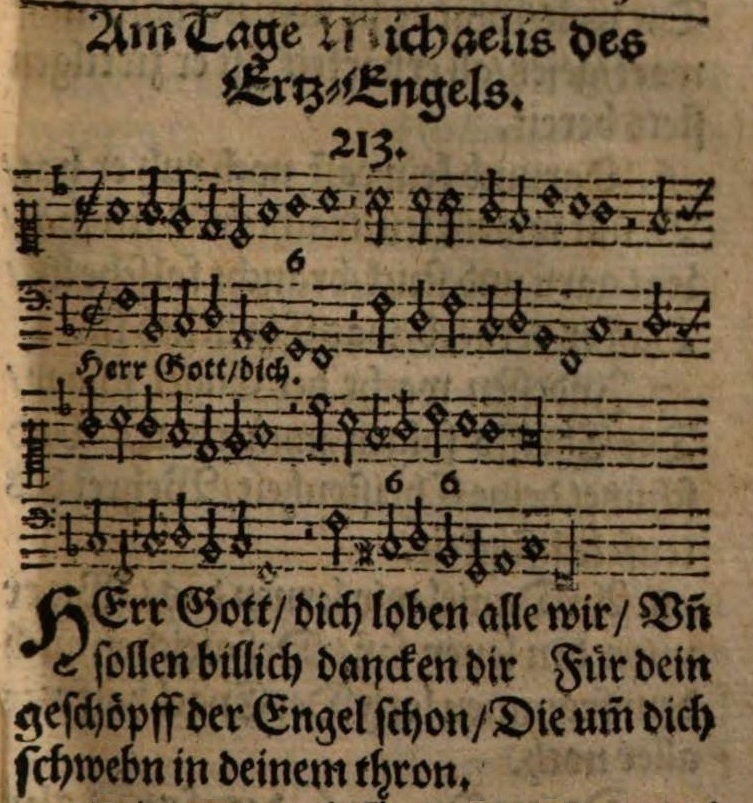
Herr Gott, dich loben alle wir, Engellied von Paul Eber (1554), hier in der Praxis Pietatis Melica 1653

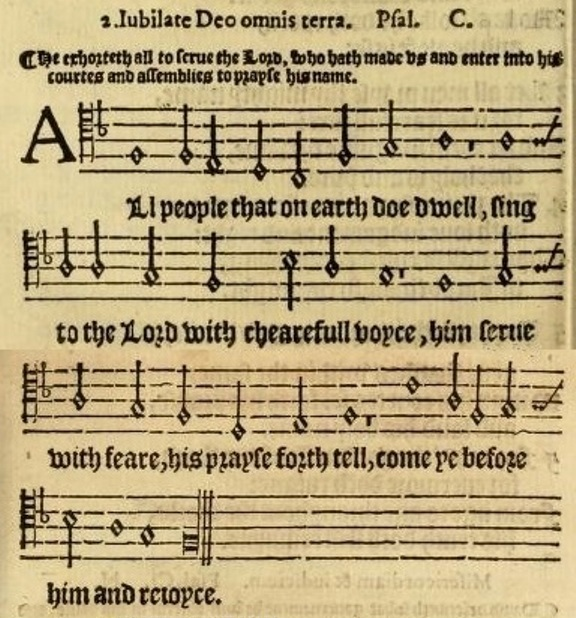
All people that on earth do dwell, Psalm 100 in der Fassung von William Kethe, 1561, Druck 1584

Die Genfer Melodie zum 134. Psalm ist die Melodie des Genfer Psalters zur Reimfassung von Psalm 134. Sie gehört bis heute zu den verbreitetsten Singweisen aus der Genfer reformierten Tradition. Im deutschen Sprachraum ist sie mit unterschiedlichen Texten in Gesangbüchern verschiedener Konfessionen enthalten (Evangelisches Gesangbuch Nr. 140, 142, 300, 413, 464; Gotteslob Nr. 539) und wird meist mit dem Textanfang Herr Gott, dich loben alle wir benannt. Populär wurde sie vor allem in der angelsächsischen Welt, wo sie Old 100th heißt.

## Ursprung und Eigenart
Der französischsprachige Genfer Psalter erschien ab 1539 in von Ausgabe zu Ausgabe größerem Umfang und enthielt ab 1562 sämtliche Psalmen in strophischen Nachdichtungen mit überwiegend neuen Melodien. Inspiriert und anfangs auch verfasst war das Werk vom Reformator Johannes Calvin. Für ihn waren Bibelworte, vor allem Psalmen, die einzig legitimen Texte für den gottesdienstlichen Gesang; dabei waren originalnahe Nachdichtungen erlaubt. Die Melodien sollten rhythmisch so gestaltet sein, dass sie sich von weltlichen Tanzliedern unterschieden.
Die Melodien der ersten Ausgaben stammten überwiegend von Guillaume Franc, die später hinzugekommenen von Loys Bourgeois, so auch die in der 1551er Ausgabe erstmals enthaltene zu Psalm 134. Entsprechend der Textvorlage von Théodore de Bèze hat sie das metrische Schema der ambrosianischen Hymnenstrophe, eines der häufigsten des strophischen Kirchengesangs. Die ersten drei Melodiezeilen sind rhythmisch gleich gebaut, die vierte durchbricht das Schema. Die Melodie lässt sich nicht in Takte periodisieren und entspricht damit den Vorgaben Calvins. Sie wurde in der Rezeptionsgeschichte rhythmisch vielfach abgewandelt. Das Tongeschlecht Dur unterstreicht den Lobcharakter des Textes.

## Rezeption im deutschen Sprachraum

### Reformierte Tradition: Psalmlied
Die Lieder des Genfer Psalters wurden von Ambrosius Lobwasser ins Deutsche übertragen. Das Werk, in dem er Versmaß und Melodien der französischen Vorlage beibehielt, erschien 1573 unter dem Titel Der Psalter des königlichen Propheten Davids. Seine Fassung von Psalm 134 hat den Textanfang Ihr Knecht des Herren allzugleich. Lobwassers Psalmlieder wurden 1798 von Matthias Jorissen durch Neufassungen ersetzt. Auch er behielt die Genfer Melodien bei. Psalm 134 beginnt bei ihm Lobt Gott, den Herrn der Herrlichkeit (EG 300).

### Lutherische Tradition und Engellied
Im lutherischen Kirchengesang wurde die Melodie mit dem Text von Paul Ebers Lied von den Engeln Herr Gott, dich loben alle wir heimisch, einer Nachdichtung des lateinischen Hymnus Dicimus grates tibi von Philipp Melanchthon. Ebers Strophen erschienen 1554 im Druck und wurden bereits im gleichen Jahrhundert auf Gesangblättern verbreitet. Wann genau sie mit der Genfer Melodie verbunden wurden, ist unsicher, spätestens tat das Sethus Calvisius 1597. Es wurde das Hauptlied des Michaelistags und ist als solches noch im Evangelischen Kirchengesangbuch von 1950 enthalten (Nr. 115).
Die Melodie des lutherischen Engelliedes wählte der katholische Pfarrer Ernst Hofmann 1971 für sein neues Engellied Gott, aller Schöpfung heilger Herr, das er für das Gotteslob 1975 verfasste. Dieser Text ersetzte im Evangelischen Gesangbuch von 1993 (Nr. 142) Paul Ebers Strophen und steht auch im Gotteslob 2013 (Nr. 539).

### Bearbeitungen
Die Melodie wurde in verschiedenen Kompositionen verwendet. Am bekanntesten ist wohl die Kantate Herr Gott, dich loben alle wir (BWV 130) von Johann Sebastian Bach, der die Melodie auch in den vierstimmigen Choralbearbeitungen BWV 326 und 327 verarbeitete.
Im Finalsatz des 2. Klaviertrios von Felix Mendelssohn Bartholdy erscheint als zweites Thema eine choralartige Melodie, die von der Genfer Weise inspiriert zu sein scheint.
Ein vierstimmiger Satz der Genfer Melodie von Johann Sebastian Bach ohne Textbezeichnung (BWV 327) erhielt in der Bach-Gesamtausgabe (Band 39, 1892) die Überschrift Vor deinen Thron tret ich hiermit. Von da an wurde die Melodie immer wieder auch mit diesem Text und damit auch mit Bachs berühmter Sterbekomposition BWV 668 (der aber eine andere Melodie zugrunde liegt) assoziiert. Das veranlasste Paul Hindemith, die Genfer Melodie 1936 im letzten Satz seiner Trauermusik für den britischen König Georg V. mit dieser Überschrift zu zitieren.

## Rezeption in der angelsächsischen Welt
Während der Herrschaft Marias I. flohen englische und schottische protestantische Theologen nach Genf und kamen in Kontakt mit dem dortigen Kirchengesang. Daraus entstand der sogenannte Sternhold and Hopkins Psalter, eine englische Reimversion der Psalmen nach dem Vorbild des Genfer Psalters, die 1562 vollendet war und danach viele Neuauflagen erlebte. Die Verfasser behandelten ihre Vorlage freier als Lobwasser, veränderten Metren und tauschten Melodien aus. Die Genfer Melodie zum 134. Psalm verwendeten sie, leicht abgewandelt, für Psalm 100 – daher der Name Old 100th –: All people that on earth do dwell. Der Text wird heute dem Schotten William Kethe zugeschrieben.
All people wurde eine der populärsten hymns des anglikanischen Kirchengesangs. Im Arrangement von Ralph Vaughan Williams erklang das Lied u. a bei der Krönung von Elisabeth II. 1953 und bei ihrem 60. Thronjubiläum 2013. Bei der Krönung 1953 wurde es als Gemeindelied (bzw. im Wechsel Gemeinde/Chor) zum Offertorium gesungen; damit hatte erstmals ein von der Gemeinde gesungenes Lied Einzug in die britische Krönungsliturgie gefunden.
Die Melodie wurde auch mit weiteren Texten verbunden, darunter Praise God, from whom all blessings flow, auch bekannt als The Doxology. Dessen beliebte hawaiische Fassung Hoʻonani i ka Makua mau stammt von Hiram Bingham (1789–1869) und ist in Gesangbüchern enthalten.